# 小行星9076
小行星9076（9076 Shinsaku）是一颗围绕太阳公转的小行星。1994年5月8日，中村彰正在久万高原町发现了此天体。
該小行星以日本幕末武士高杉晉作命名。
这颗小行星的绝对星等为307.74967等。